# Into the world/Märchen
Singles de Kalafina
Blaze
(2016) Hyakka Ryōran
(2017)
into the world/Märchen est le 20e single de Kalafina sorti sous le label SACRA MUSIC le 5 avril 2017 au Japon. Il sort en format CD, CD+DVD (version normale ou "anime"), CD+Blu-ray et microsillon (33 tours). Il arrive 9e à l'Oricon. Il se vend à 10 285 exemplaires la première semaine et reste classé 7 semaines pour un total de 13 846 exemplaires vendus.
into the world a été utilisé comme thème de fermeture pour le programme de l'émission Rekishi Hiwa Historia de la chaîne NHK. Märchen a été utilisé comme thème de fermeture pour l'OVA Kuribiri Cycle de l'anime Zaregoto Series.

## Liste des titres
| 1. | into the world                |  |
| 2. | Märchen (メルヒェン)          |  |
| 3. | Haro wo Matsu (春を待つ)      |  |
| 4. | into the world (instrumental) |  |

| 1. | into the world (Music Video) |  |

| 1. | into the world                                     |  |
| 2. | Märchen (メルヒェン)                               |  |
| 3. | Haro wo Matsu (春を待つ)                           |  |
| 4. | Märchen (instrumental) (メルヒェン -instrumental-) |  |
| 5. | Märchen (anime size) (メルヒェン -アニメ size-)    |  |

| 1. | Märchen (Music Video) (メルヒェン (Music Video)) |  |
| 2. | "The Beheading Cycle: The Blue Savant and the Nonsense Bearer" Non-Credit Ending 1 (「クビキリサイクル 青色サヴァンと虚言遣い」ノンクレジットエンディング1) |  |
| 3. | "The Beheading Cycle: The Blue Savant and the Nonsense Bearer" Non-Credit Ending 2 (「クビキリサイクル 青色サヴァンと虚言遣い」ノンクレジットエンディング2) |  |

| A1. | into the world                                     |  |
| A2. | Märchen (メルヒェン)                               |  |
| A3. | Haro wo Matsu (春を待つ)                           |  |
| B1. | into the world (instrumental)                      |  |
| B2. | Märchen (instrumental) (メルヒェン -instrumental-) |  |
| B3. | Märchen (anime size) (メルヒェン -アニメ size-)    |  |